# Dawsomyces mirabilis
Dawsomyces mirabilis är en svampart som beskrevs av Döbbeler 1981. Dawsomyces mirabilis ingår i släktet Dawsomyces, klassen Arthoniomycetes, divisionen sporsäcksvampar och riket svampar.   Inga underarter finns listade i Catalogue of Life.